# BMW E38
BMW 7-й серии (E38) — третье поколение люксовых автомобилей 7-й серии, выпускавшихся с 1994 по 2001 год немецким автопроизводителем BMW. Наряду с бензиновыми двигателями, впервые в истории фирмы на автомобили класса люкс стали устанавливать дизельные моторы. Помимо моделей с удлинённой колёсной базой и версий со специальной защитой, выпускался также лимузин. Всего было изготовлено 327,6 тыс. автомобилей.

## Кузов и оборудование
Спрофилированный для лучшей обтекаемости задок и крышка багажника, скрытые за бампером выхлопные трубы позволили снизить до 0,3 коэффициент аэродинамического сопротивления. Дополнительным эффектом от этого было также снижение шума и загрязнения автомобиля.
Силовая структура кузова была значительно усилена, особенно в зоне центрального тоннеля, что позволило добиться его угловой жёсткости в 25 000 Нм/град. Это существенно снизило шум и вибрацию, особенно в передней части салона. Новые методы компьютерного проектирования и применение высокопрочных сталей позволили снизить долю кузова в общем весе автомобиля до величины менее чем 20 %.
Горизонтальные вставки из дерева располагались не только на передней панели, но и на дверях, разъединяя и объединяя различные по цвету и фактуре зоны сверху и снизу.
С помощью кнопок на рулевом колесе можно было управлять радио, круиз-контролем, включением рециркуляции воздуха и телефоном. Все кнопочки подсвечивались, а выбираемые значения отображались на приборной панели.
Имелось три вида передних сидений. Стандартное имело электрорегулировку положения (вперёд-назад), высоты подушки и угла наклона спинки и подушки. У комфортабельного сиденья (comfort seat) дополнительно регулировался поясничный подпор и боковые упоры на спинке. Контурное сиденье (contour seat) в дополнение ко всему имело электрорегулировку длины подушки и её боковых упоров. У задних сидений регулировался наклон спинки, поясничный подпор и высота подголовника.
В 1998 году все модели получили небольшое обновление внешнего вида. Новые фары подчёркнуты «волной» снизу, как на автомобилях новой 3-й серии. Так передок больше похож на типичный для автомобилей BMW четырёхфарный. Указатели поворотов по краям стали чуть уже, «ноздри» не изменились, но решётка внутри них стала более выпуклой. Сзади в качестве опции появилась хромированная накладка на крышку багажника над номерным знаком, а также изменились задние фонари. В дорестайлинге фонари были из пластика, а в рестайлинге из стекла. Салон менялся на протяжении всего производства: в 1996 году в качестве опции появился монитор 4:3 с навигацией, в том же году немного изменились органы управления сидением; в 1998 году изменилась кнопка центрального замка, в качестве опции появился спортивный 3-спицевый руль, также появился массаж передних сидений; в конце 1999 года вместо монитора 4:3 появился монитор 16:9 с новой навигацией.
Появились подсвечивающиеся ручки дверей. Как только автомобиль отпирался с брелока, миниатюрные лампочки загорались во всех четырёх дверных ручках, дополнительно освещая пространство под ногами. В салоне теперь использовались новые материалы отделки, вместо радиотелефона, можно было заказать сотовый телефон, подключённый к информационной системе автомобиля и управляемый прямо с руля. Автомобиль стандартно стали оборудовать десятью подушками безопасности.
Все модели с бензиновыми двигателями выпускались как в обычном исполнении, так и в версии с удлинённой на 140 мм колёсной базой.
Длиннобазные версии с самыми мощными двигателями можно было заказать в защищённом (protection) исполнении. В определённых местах кузова такого автомобиля были установлены панели из кевлара. Вес защищённой модели возрастал всего на 145 килограммов. Помимо этого автомобиль оснащался бронированными стёклами, защищавшими пассажиров от лёгкого огнестрельного оружия и специальными шинами, которые, даже простреленные, позволяли проехать до 500 км на скорости 80 км/ч.
Вершиной модельного ряда был лимузин, салон которого был почти на 40 сантиметров длиннее. Созданный для удовлетворения потребностей знаменитостей и особо важных персон автомобиль предлагал исключительный комфорт и мог оснащаться любыми доступными опциями. Такие модели изготавливались в небольшом количестве по индивидуальным заказам.
Также в 2000 году произошли небольшие изменения (лёгкие изменения пепельницы, дерево инкрустированное слегка другой породой и небольшое улучшение двигателей), сам автомобиль не потерпел обновлений.

## Двигатели и трансмиссия
Автомобили комплектовались рядными шестицилиндровыми, V-образными восьмицилиндровыми бензиновыми и дизельными двигателями, или двенадцатицилиндровым бензиновым мотором. Все двигатели располагались спереди продольно и состыковывались с пяти или шестиступенчатой механической коробкой передач или пятиступенчатой автоматической. Можно было заказать автоматическую коробку Steptronic с возможностью переключения передач вручную. Ведущими были задние колёса, вращение на которые передавалось с помощью карданного вала.
Модель начального уровня 728i (728iL) оборудовалась бензиновым рядным шестицилиндровым двигателем серии M52 рабочим объёмом 2,8 литра мощностью 193 л. с., заимствованным от моделей 328i и 528i. Это был двигатель с алюминиевыми головкой и блоком цилиндров, двумя верхними распредвалами, четырьмя клапанами на цилиндр (DOHC) и фирменной системой изменения фаз газораспределения VANOS.
Модели 730i (730iL) и 740i (740iL) первоначально комплектовались V-образными восьмицилиндровыми двигателями серии M60 рабочим объёмом три и четыре литра и мощностью 218 и 286 л. с. соответственно. Этот двигатель с углом развала цилиндров 90° имел алюминиевые блок и головки цилиндров, по два верхних распредвала в каждой головке и по четыре клапана на цилиндр (DOHC). Начиная с 1996 года, модели получили новый двигатель серии M62 с системой изменения фаз газораспределения VANOS. Двигатель рабочим объёмом 3,5 литра мощностью 238 л. с. достался новой модели 735i (735iL), которая заменила модель 730i (730iL), а двигатель объёмом 4,4 литра мощностью 286 л. с. стали устанавливать на сохранившую свое обозначение модель 740i (740iL).
Большой V-образный двенадцатицилиндровый двигатель серии M73 устанавливался на модели 750i (750iL) и L7. Мотор был дальнейшим развитием первого послевоенного двигателя фирмы такой конфигурации, которому просто увеличили до 5,4 литра рабочий объём, что довело его мощность до 326 л. с. Двигатель имел, изготовленный из алюминиевого сплава, блок цилиндров с развалом 60°, алюминиевые головки, в которых располагалось по одному распредвалу, по два клапана на цилиндр (SOHC)
Рядный шестицилиндровый дизель серии M51 с турбонаддувом и промежуточным охлаждением воздуха устанавливался на модель 725tds. Двигатель имел рабочий объём 2,5 литра и развивал 143 л. с. На модель 730d также устанавливался рядный шестицилиндровый дизельный двигатель, но это был новый мотор серии M57 с турбонаддувом и аккумуляторной системой впрыска топлива. Этот современный двигатель имел алюминиевую головку блока цилиндров и чугунный блок цилиндров, два верхних распредвала и по четыре клапана на цилиндр. Его рабочий объём составлял три литра, мощность в 1998—1999 году составляла 184 лошадиные силы, а в 2000—2001 году — 193 силы.
Модель 740d оснащалась также совершенно новым V-образным восьмицилиндровым дизелем M67 объёмом 3,9 литра мощностью 245 л. с. Этот мотор имел угол развала цилиндров 90°, блок изготовленный из высокопрочного чугуна и алюминиевые ГБЦ, по два верхних распредвала в каждой головке и по четыре клапана на цилиндр (DOHC), два турбокомпрессора и также оснащался аккумуляторной системой непосредственного впрыска топлива.

## Ходовая часть
На автомобиль устанавливалась передняя независимая подвеска с качающимися стойками типа Макферсон с двумя шаровыми шарнирами. К переднему шарниру крепилась поперечная алюминиевая растяжка, к заднему — C-образный качающийся рычаг. Пружины подвески имели бочкообразную форму и навивались из проволоки переменного сечения. Подвеска присоединялась к жёсткому подрамнику, сваренному из труб.
Тормозная сила воспринималась нижним трапецеидальным штампованным рычагом специального профиля. Продольные и боковые силы передавались с помощью двух верхних тяг, направляющей и силовой. И, с помощью небольшой дополнительной тяги спереди нижнего рычага, продольные силы напрямую воздействовали на него, без создания ненужных вращающих и раскачивающих моментов. Подвеска крепилась к подрамнику, на который также устанавливалась главная передача. Весь этот задний мост подсобрался и регулировался отдельно, а затем целиком монтировался на автомобиль.
На модель 750iL стандартно, а на остальные — по заказу, устанавливалась электронная система управления демпфированием (EDC, Electronic Damper Control), которая автоматически изменяла жёсткость задних амортизаторов. Кроме того, модель 750i и все длиннобазные версии (L) стандартно оборудовались задней гидропневматической подвеской с системой автоматического поддержания постоянного уровня пола.
Автомобили оснащались рулевым механизмом типа винт-шариковая гайка и гидроусилителем с автоматически изменяемым давлением. На модель 750i (750iL) стандартно, а на остальные модели по заказу устанавливалась система электронного регулирования, в зависимости от скорости автомобиля, усилия на руле.
На всех колёсах были установлены дисковые тормоза, спереди с вентилируемыми дисками, сзади — со сплошными, кроме модели 750i, у которой сзади также применялись вентилируемые тормозные диски.
Помимо антиблокировочной (ABS) и противобуксовочной (ASC) систем, которыми стандартно оборудовались все автомобили, на модели с двенадцатицилиндровым мотором устанавливалась электронная система контроля устойчивости движения (DSC). Чуть позже все автомобили стали комплектоваться электронной системой распределения тормозных сил (DBC).

## Модельный ряд
Летом 1994 года были представлены первые модели серии: 730i и за доплату в 10 000 марок — её версия с удлинённой колёсной базой 730iL, модель 740i и за доплату в 15 000 марок — её удлинённая версия 740iL, все с восьмицилиндровыми моторами и модели с двенадцатицилиндровым двигателем, 750i с, за доплату в 20 000 марок — удлинённой версией 750iL.
Осенью 1995 года была представлена модель 728i и её удлинённая версия 728iL с шестицилиндровым двигателем. Весной 1996 года модель 735i со своей удлинённой версией 735iL с новым восьмицилиндровым двигателем заменили модель 730i (730iL). Новый восьмицилиндровый мотор также стали устанавливать на самую успешную модель серии 740i (740iL).
В 1996 году была представлена модель 725tds, первая модель с дизельным двигателем среди автомобилей класса люкс фирмы. За ней в 1998 году последовала модель 730d, также с шестицилиндровым дизелем, и ещё одна дизельная модель 740d с новым восьмицилиндровым мотором в 1999 году.
В 1997 году стартовало производство огромного лимузина L7 длиной почти 5,4 метра, созданного на базе модели 750iL и использовавшего такой же двенадцатицилиндровый двигатель.
| Список моделей  | Список моделей    | Список моделей             | Список моделей | Список моделей           |
| Модели          | Годы производства | Количество выпущенных, шт. | Цена, DM       | Двигатели                |
| 7-я серия (E38) | 04.1994—07.2001   | 327 598                    |                |                          |
| --------------- | ----------------- | -------------------------- | -------------- | ------------------------ |
| 728i            | 09.1995—07.2001   | 40 862                     | 83 000         | R6 2.8-193 (M52)         |
| 728iL           | 09.1995—07.2001   | 4901                       | 103 300        | R6 2.8-193 (M52)         |
| 730i            | 04.1994—03.1996   | 20 213 (плюс 696 CKD)      | 92 000         | V8 3.0-218 (M60)         |
| 730iL           | 04.1994—02.1996   | 1873 (плюс 264 CKD)        | 102 000        | V8 3.0-218 (M60)         |
| 735i            | 03.1996—07.2001   | 21 481                     | 96 500         | V8 3.5-238 (M62)         |
| 735iL           | 03.1996—07.2001   | 6724                       | 107 000        | V8 3.5-238 (M62)         |
| 740i            | 04.1994—07.2001   | 129 356                    | 105 500        | V8 4.0/4.4-286 (M60/M62) |
| 740iL           | 06.1994—07.2001   | 50 777 (плюс 156 CKD)      | 120 000        | V8 4.0/4.4-286 (M60/M62) |
| 750i            | 09.1994—07.2001   | 8559                       | 148 000        | V12 5.4-326 (M73)        |
| 750iL           | 09.1994—07.2001   | 15 759                     | 168 000        | V12 5.4-326 (M73)        |
| L7              | 03.1997—07.2001   | 899                        | 246 000        | V12 5.4-326 (M73)        |
| 725tds          | 03.1996—02.2000   | 9053                       | 80 000         | R6 2.5-143 D (M51)       |
| 730d            | 09.1998—07.2001   | 12 336                     | 96 700         | R6 3.0-184 D (M57)       |
| 740d            | 1999—2001         | 3450                       |                | V8 3.9-245 D (M67)       |

## BMW 750HL
11 мая 2000 года BMW представил в Берлине 15 водородных автомобилей «750hL», как «первый в мире водородный автомобиль, построенный небольшой серией». Водородный двигатель V12 мог работать как на водороде, так и на бензине. При работе на водороде он развивает мощность 150 кВт (204 л. с.)и разгонял автомобиль до 100 км/ч за 9,6 секунды при максимальной скорости 226 км в час. Производство водородных двигателей было интегрировано в обычное производство двигателей на заводе в Дингольфинге. Существенно отличается от обычных бензиновых двигателей только впускной тракт с дополнительными клапанами впрыска водорода. Водород хранился за спинками задних сидений криогенно при температуре −253 °C в стальном резервуаре с двойными стенками. Бак для водорода вмещал 140 литров и обеспечивал дополнительный запас хода до 350 км. Кроме того, 750hL имел топливный элемент мощностью 5 кВт при 42 В. Он служил не приводом, а вспомогательной силовой установкой (APU) для питания бортовой сети. С февраля по ноябрь 2001 года автомобили находились в городах в рамках «Мирового тура CleanEnergy 2001».

## Alpina B12
На базе BMW 750i и 750iL компания Alpina в 1995 году разработала B12 5.7, а в 1999 году — B12 6.0. Alpina убрала ограничитель скорости в 250 км/ч, благодаря чему максимальная скорость достигала 280 км/ч (293 км/ч после рестайлинга). Alpina в 1995 году ввела в стандартную комплектацию B12 5.7 металлический каталитический нейтрализатор с электрическим подогревом. Автомобили Alpina имели полностью перешитый салон, новую губу на бампере, а также фирменные полосы на кузове, которые по желанию покупателя могли быть серебристыми или золотыми. Каждая модель имела свой уникальный номер, указанный на табличке в салоне. Автомобили этой компании имеют два VIN кода: один оригинальный, поставленный на заводе BMW, а другой — поставленный Alpina, причём оригинальный VIN перечёркнут.
На B12 5.7, используя 750i/iL в качестве базы, устанавливали модифицированную версию недавно представленного двигателя BMW M73 V12. Изменения касались увеличения рабочего объёма до 5,7 л, модификации системы впуска воздуха, установки новой головки блока цилиндров и поршней Mahle с более высокой степенью сжатия. Благодаря этим улучшениям, двигатель имел выходную мощность 285 кВт (387 л. с.) и 560 Нм крутящего момента, время разгона от 0 до 100 км/ч составляло 6,4 с, а максимальная скорость достигала 280 км/ч. В автомобили устанавливалась 5-ступенчатая автоматическая коробка передач ZF с системой переключения передач, названной производителем «Switch-Tronic», позволяющей водителю переводить автомобиль в режим ручного переключения передач и управлять им с помощью кнопок на задней стороне рулевого колеса.
Из внешних изменений на B12 5.7 устанавливался спойлер на переднем бампере с надписью Alpina, 20-дюймовые многоспицевые легкосплавные диски, значок «B12 5.7 Switch-Tronic», выбор фирменных цветов и опциональную тонкую полоску Alpina. Более поздние автомобили имели значок «B12 E-Kat» сзади, подчеркивающий использование металлического катализатора с электрическим подогревом, который уменьшал выбросы. В салоне в качестве стандартного оборудования использовалась кожа антрацитового цвета с контрастной строчкой, а также деревянная отделка и комбинация приборов Alpina. Всё это можно было настроить в соответствии с требованиями заказчика. Производство B12 5.7 продолжалось до 1998 года, и за это время было выпущено 202 машины. Стоимость B12 5.7 в Германии составляла 199 800 марок.
B12 6.0 был представлен в 1999 году и был основан на рестайлинговом 750i / iL. В B12 6.0 использовалась модифицированная версия двигателя BMW M73 V12, которая включала увеличенный объём двигателя, алюминиевые поршни Mahle с более высокой степенью сжатия, модифицированные распределительные валы и воздухозаборники, систему впрыска топлива Bosch Motronic M5 2.1 и новую выхлопную систему с металлическим катализатором, оснащённым электрическим подогревом. Изменения позволили двигателю иметь выходную мощность 316 кВт (430 л. с.) и крутящий момент 600 Нм, что сделало его самым большим и самым мощным безнаддувным двигателем данного производителя. Трансмиссия была той же, что и у B12 5.7. Время разгона от 0 до 100 км/ч составляло 5,9 с, а максимальная скорость — 291 км/ч. Стоимость B12 6.0 в Германии составляла 218 600 марок.
Модификации экстерьера и интерьера остались такими же, как у B12 5.7, но в B12 6.0 использовались более широкие шины, имеющие размер 245/40ZR20 спереди и 275/35ZR20 сзади.
Производство B12 6.0 продолжалось до 2001 года, всего было выпущено 94 автомобиля.
|  |  |  |
|  |  |  |

## В популярной культуре
- Автомобиль BMW 750iL с дистанционным управлением использовал Джеймс Бонд в фильме «Завтра не умрёт никогда»[59].
- Автомобиль BMW 750iL показан в фильме «Бумер», за что он и получил прозвище «бумер» в народе.